# Kyllinga albiceps
Kyllinga albiceps är en halvgräsart som först beskrevs av Henry Nicholas Ridley, och fick sitt nu gällande namn av Alfred Barton Rendle. Kyllinga albiceps ingår i släktet Kyllinga och familjen halvgräs. Inga underarter finns listade i Catalogue of Life.